# Brtonigla
Brtonigla (italijansko Verteneglio) je istrsko naselje na Hrvaškem, sedež istoimenske občine (2011 je imela še 1626 prebivalcev, 2021 pa 1523), ki upravno spada v Istrsko županijo in obsega še 4 druga samostojna naselja: Nova Vas, Fiorini, Karigador in Radini. Samo naselje Brtonigla (okoli 800 prebivalcev, kar je polovica občinskega; največ, ok. 2400 jih je imela v 30. letih 20. stol.) vključuje še 14 manjših zaselkov: Druškovići, Fernetići, Gornji Katunari (Pisine), Donji Katunari, Kovri, Kršin, Škrinjari, Turini, Valentići, Grobice, Marinčići, Vrh Marcari, Boboci, Valica. 

## Geografija
Brtonigla leži v severozahodni Istri, ob prometnici med Bujami in Novigradom, od Buj je oddaljena okoli 5 km. Občina Brtonigla sega do morja pri Karigadorju in zajema tudi dobro polovico Kampa Park Umag (prej Ladin gaj), tako da ima tudi okoli 3 km morske obale. Površina občine meri 33 km² in meji na mesto/občino Buje severovzhodu, na Umag na severu, Novigrad na jugu ter na občini Grožnjan na vzhodu in Kaštelir-Labinci preko Mirne na jugovzhodu.
Skozi občino od severa proti jugu poteka štiripasovna hitra cesta imenovana tudi istrski ipsilon.

## Zgodovina
Bartonigla je nastala na mestu rimskega naselja Ortus Niger. V starih zapisih pa se pod sedanjim imenom prvič omenja leta 1102. Prvotno cerkev sv. Zenona so 1480 prezidali. Iz tistega časa se je ohranil 36 m visok zvonik.
Brtonigla, popis 1991; skupaj: 736

## Demografija
| Pregled števila prebivalcev po letih | Pregled števila prebivalcev po letih | Pregled števila prebivalcev po letih | Pregled števila prebivalcev po letih | Pregled števila prebivalcev po letih | Pregled števila prebivalcev po letih | Pregled števila prebivalcev po letih | Pregled števila prebivalcev po letih | Pregled števila prebivalcev po letih | Pregled števila prebivalcev po letih | Pregled števila prebivalcev po letih | Pregled števila prebivalcev po letih | Pregled števila prebivalcev po letih | Pregled števila prebivalcev po letih | Pregled števila prebivalcev po letih |
| ------------------------------------ | ------------------------------------ | ------------------------------------ | ------------------------------------ | ------------------------------------ | ------------------------------------ | ------------------------------------ | ------------------------------------ | ------------------------------------ | ------------------------------------ | ------------------------------------ | ------------------------------------ | ------------------------------------ | ------------------------------------ | ------------------------------------ |
| 1857                                 | 1869                                 | 1880                                 | 1890                                 | 1900                                 | 1910                                 | 1921                                 | 1931                                 | 1948                                 | 1953                                 | 1961                                 | 1971                                 | 1981                                 | 1991                                 | 2001                                 |
| 1139                                 | 1206                                 | 1072                                 | 1098                                 | 1358                                 | 1550                                 | 2108                                 | 2386                                 | 1537                                 | 989                                  | 1107                                 | 823                                  | 803                                  | 736                                  | 827                                  |